# Bernheze
Bernheze ( udtale ?) er en kommune og en by i den sydlige provins Noord-Brabant i Nederlandene. 
- Wikimedia Commons har flere filer relateret til Bernheze

51°41′35″N 5°31′30″Ø / 51.693°N 5.525°Ø